# Censura cinematográfica en la República de Irlanda
En relación con las producciones cinematográficas distribuidas en formato videográfico o doméstico (videocintas o videocasetes VHS y Betamax), los organismos censores de la justicia irlandesa comenzaron a desarrollar una legislación restrictiva a partir de la década de 1980. Esto coincidió con la aprobación de leyes similares en el Reino Unido, gobernado en aquella época por el Partido Conservador Británico de Margaret Thatcher.

## Prolegómenos
La distribución videográfica de películas comenzó a mediados de la década de 1970, en los formatos VHS, lanzado por JVC en Japón en 1976 y por RCA en Estados Unidos en 1977, o Betamax , lanzado por  Sony en 1975. Debido al miedo a la piratería las grandes productoras vieron con recelo la posibilidad de distribuir sus películas en el nuevo formato. Esto hizo que el grueso del mercado videográfico incluyera inicialmente películas de serie B, del subgénero exploitation, películas de terror o sexualmente explícitas; por lo general productos de ínfimo presupuesto y con notables dosis de sexo y violencia, destinadas a un público muy determinado. Durante los años 70 y principios de la década siguiente, el cine de bajo presupuesto probablemente alcanzó sus más altas cotas en cuanto a la representación gráfica de la violencia en la pantalla.

## Legislación en Irlanda
En la década de 1980 se produciría un cierto revuelo en la República de Irlanda, la distribución de películas en videocasete o videocinta con contenido violento o sexualmente explícito  provocó malestar en muchos. Se levantaron algunas voces favorables a restringir la comercialización de este tipo de producciones. En 1986, el  órgano conocido como Dáil Select Committee on Criminal Lawlessness and Vandalism presentó el informe Controls on video nasties, recomendando que los poderes en censura cinematográfica del film censor's office se extendieran a las producciones distribuidas en videocasete. Esto sería implementado por la ley conocida como Video Recordings Act de 1989. Leyes similares fueron aprobadas en esa época en el vecino Reino Unido.